# ジャコモ・ファヴレット
ジャコモ・ファヴレット（Giacomo Favretto、1849年8月11日 - 1887年6月12日 ）はイタリアの画家である。ヴェネツィアの人々などを描いた。

## 略歴
ヴェネツィアの貧しい大工の息子に生まれた。アマチュア画家から絵を学んだが、生活のため教育を受けず、文房具屋で見習いとして働き始めた。少年であったファヴレトーは鉛筆で客の似顔絵を描き、その絵は骨董品店の主人の注意を惹き、美術教育を受ける支援を得ることができた。1864年にヴェネツィア美術アカデミーに入学し、1878年まで美術アカデミーで先輩のグリエルモ・チアルディ(Guglielmo Ciardi : 1842-1917)らに学んだ。1873年にミラノのブレラ美術アカデミーの展覧会に出展した。
1878年にチアルディとパリ万国博覧会に参加するために、パリに旅し、パリの美術に触れてファヴレットのスタイルは変化し、写実主義の画家として知られるようになった。
1880年のミラノのブレラ美術アカデミーの展覧会で賞(premio Principe Umberto)を受賞した。同じ年にトリノで開かれた第4回全イタリア美術展(Esposizione nazionale di belle arti torino)にも出展した。1887年にヴェネツィアで開かれた全イタリア美術展に出展した作品は高い評価を得たが、その年、病没した。38歳であった。

## 作品

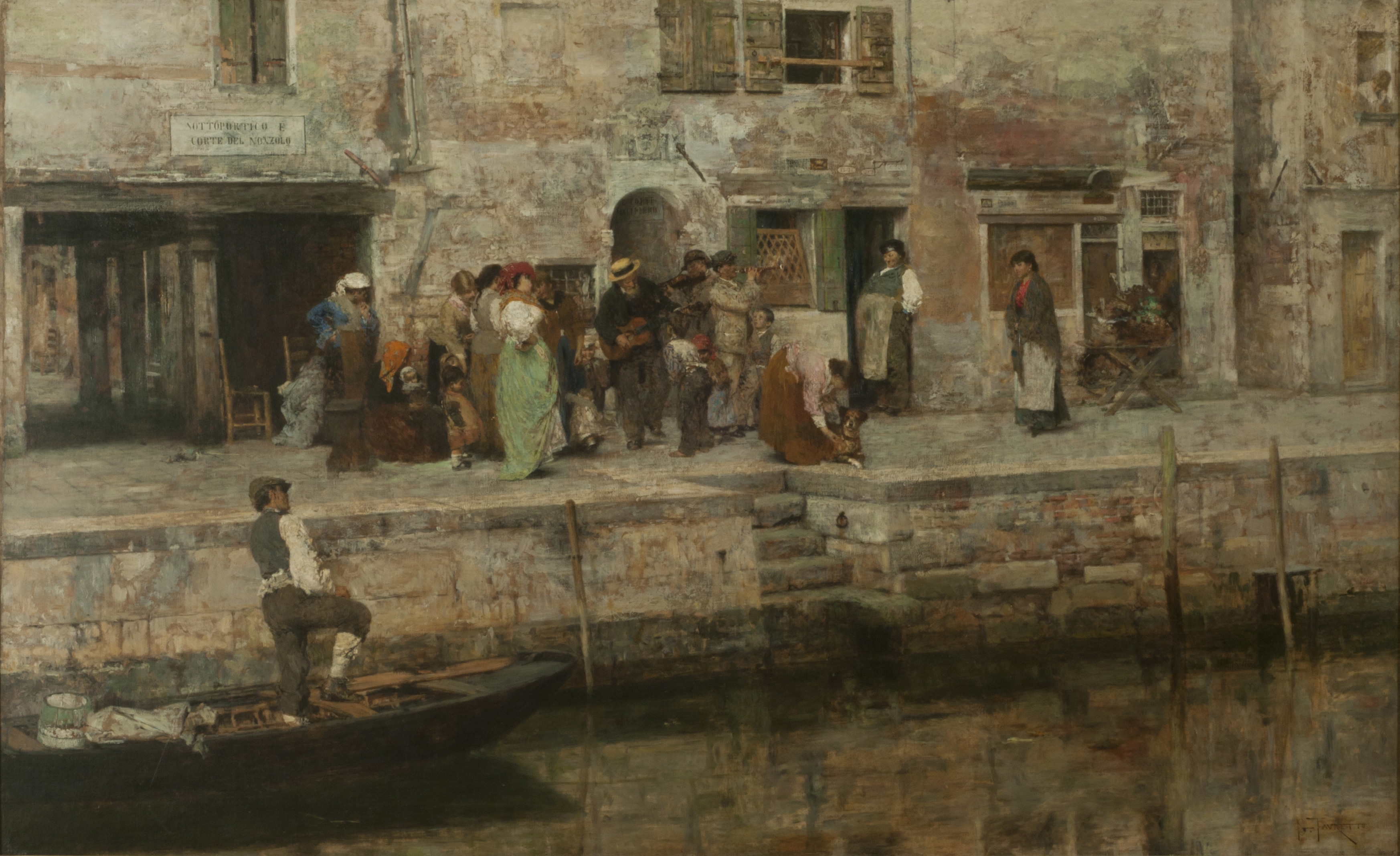
巡回楽師 (1881/1883)
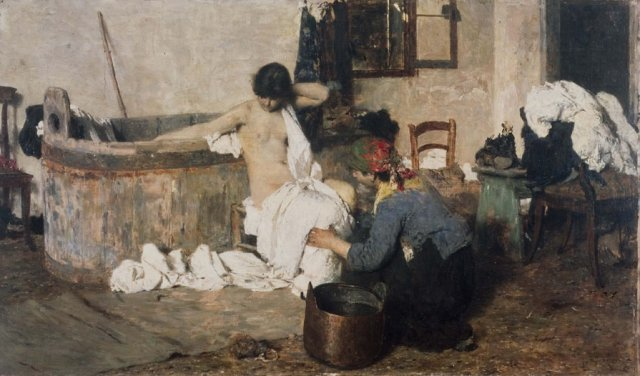
入浴の後 (1884)
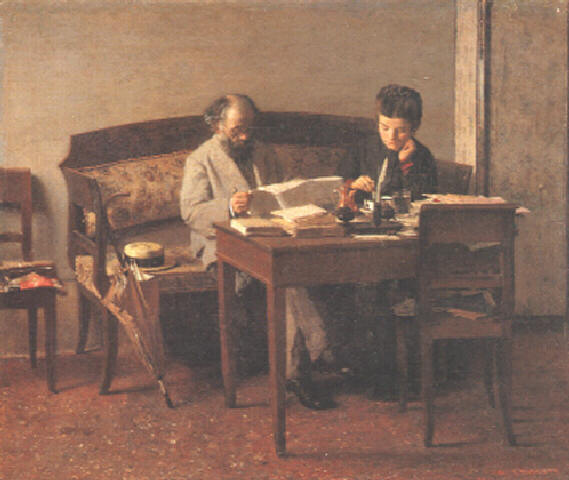
画家の父と妹

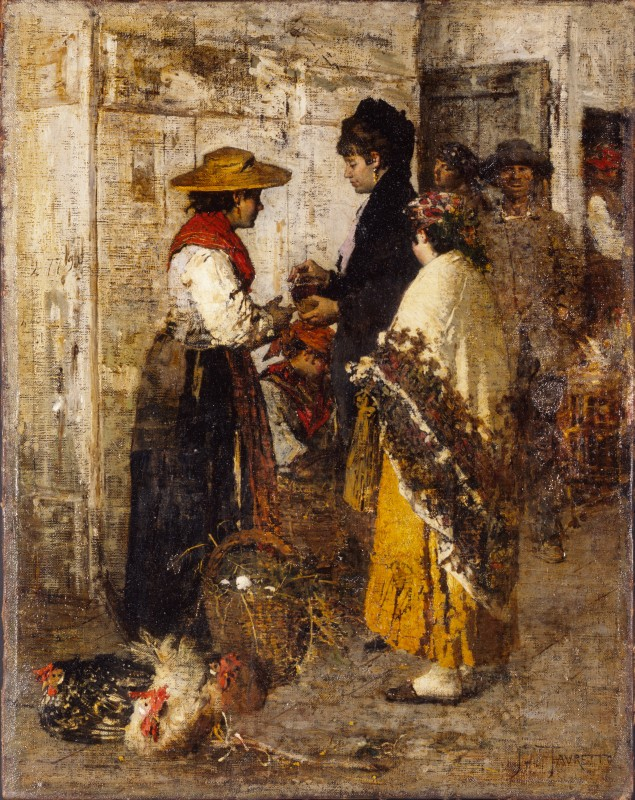
La pollivendola (1880)
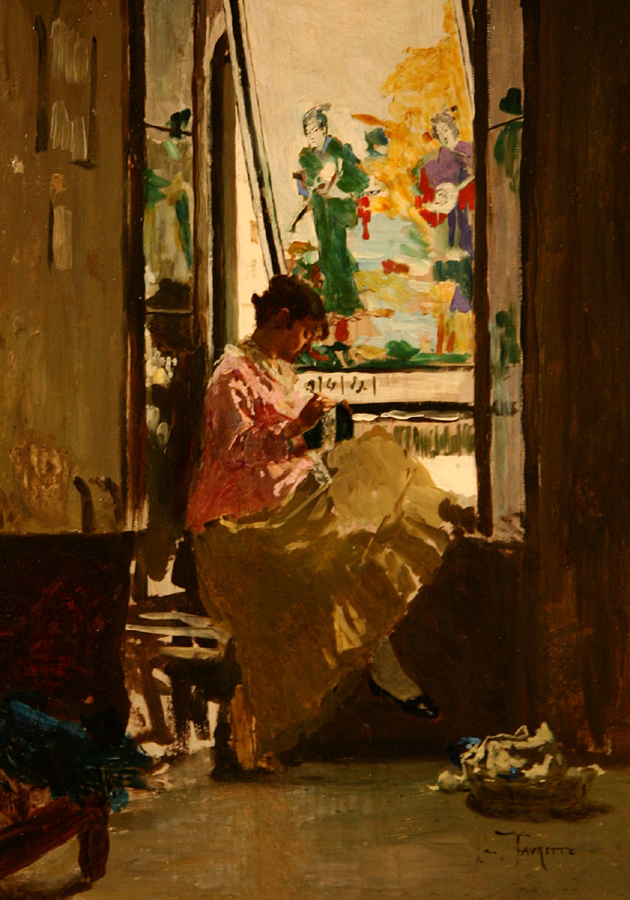
窓辺の少女 (c.1880)
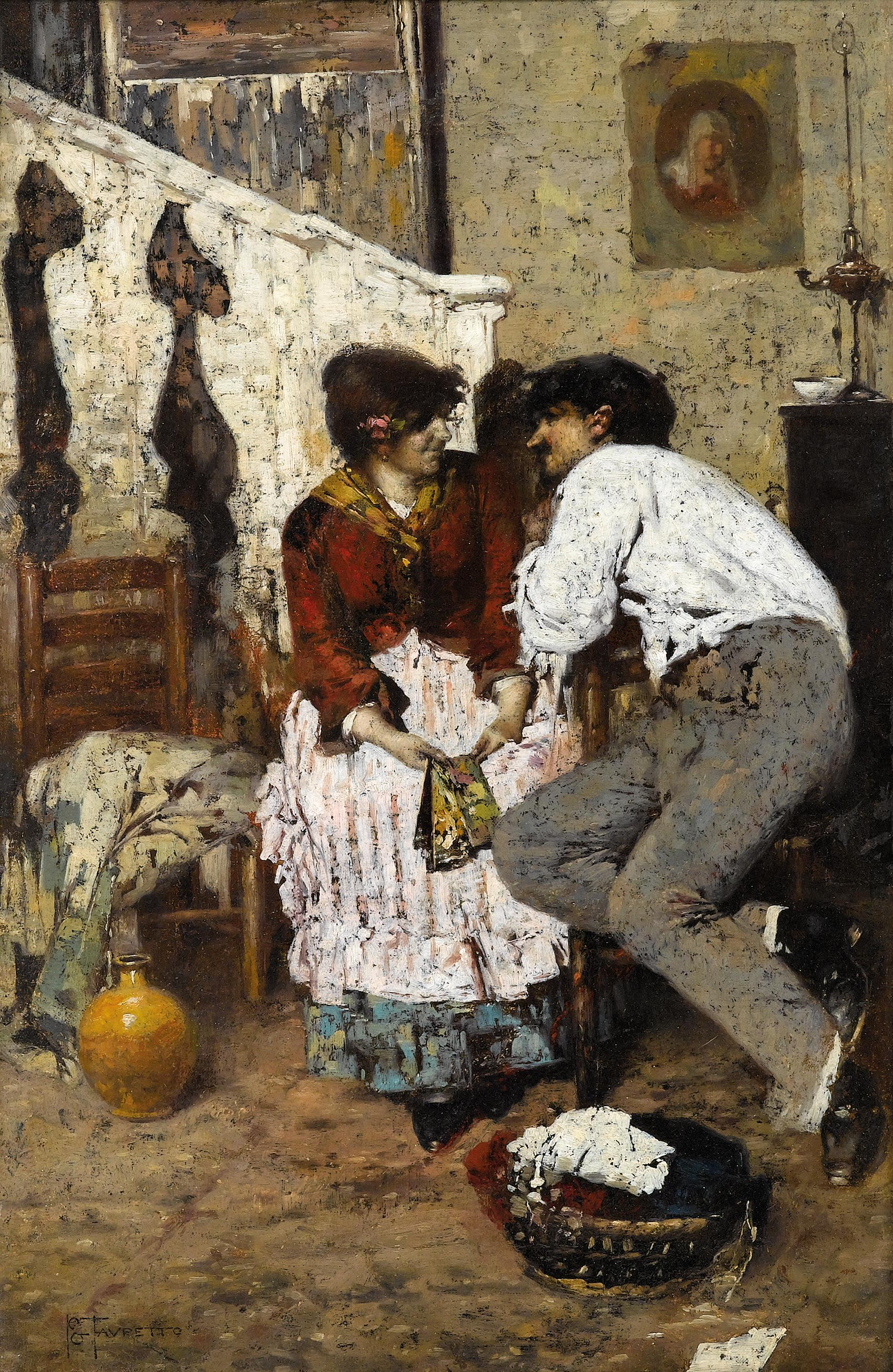
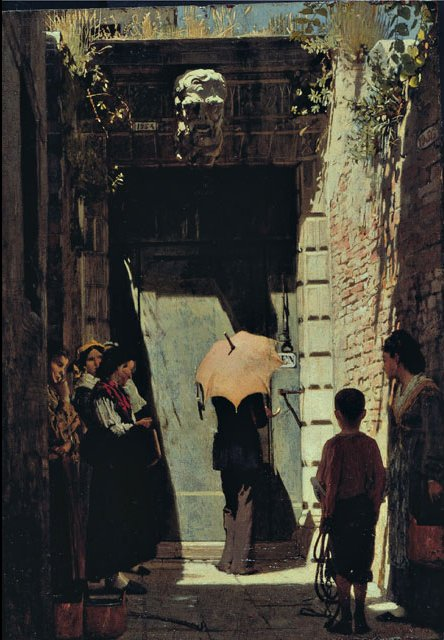
ヴェネツィアの貴族の家の入り口(1874)